# TuS Ennepetal
Der TuS Ennepetal (offiziell: Turn- und Sportverein Ennepetal 1911 e. V.) ist ein Sportverein aus Ennepetal im Ennepe-Ruhr-Kreis. Der Verein wurde am 24. Mai 1911 gegründet und hat die Vereinsfarben Blau und Weiß. Er bietet die Sportarten Fußball, Tischtennis und Gymnastik an. Die erste Fußballmannschaft stieg im Jahre 2012 in die wieder gegründete Oberliga Westfalen auf und trägt ihre Heimspiele im Bremenstadion aus.

## Geschichte

### Anfänge des Vereins (1911–1926)
Der Ursprung des Fußballsports in der Ortschaft Milspe ging vom Fußballclub Hertha 07 aus, der im Frühjahr 1907 mit dem Fußballspielen in Milspe und auf Homberge begann. In Freundschaftsspielen gegen Vereine aus Schwelm, Wuppertal, Gevelsberg und Umgebung entwickelte sich der Fußballsport. Im Jahre 1911 kam der Wunsch auf, dem Westdeutschen Spielverband beizutreten und einen Zusammenschluss aller Vereine herbeizuführen. So erfolgte im Jahr 1911 die Gründung des Vereins durch die Vereinigung der Vereine FC Hertha 07 und Preußen Milspe zum Sport-Verein Milspe. Die Gründungsversammlung fand dazu am 24. Mai 1911 im Haus Hedtmann statt. Erste Präsident wurde Heinrich Behrenberg.
Bedingt durch den Ersten Weltkrieg konnte eine ganze Zeit lang kein Spielbetrieb stattfinden, weil zahlreiche Spieler eingezogen wurden und weil das bisher genutzte Spielfeld an der Schulstraße unter dem Druck der damaligen Zeit zu Ackerland umgewandelt wurde. Als vorläufiger Notbehelf wurde am Wuppermannshof ein Weidengelände gepachtet. Als Umkleidelokal diente die Wirtschaft Haus Rahlenbecke. Im Jahr 1920 entstand dann der erste in Eigeninitiative gebaute Sportplatz am Büttenberg. Er wurde am 19. September 1920 mit einem Spiel TuS Milspe gegen Union Haspe eingeweiht.
Anfang 1922 erhielt der Verein eine Satzung. 1923 fand das neu eingeführte Rasensportspiel Handball auch bei den Milspern Interesse und es wurde eine Handballabteilung gegründet. Die räumliche Situation auf dem Büttenberg-Sportplatz wurde, trotz eines weiteren dort von der Stadt gebauten Platzes, immer enger, zumal sich mehrere Vereine die Plätze teilen mussten, so dass der Wunsch nach einer eigenen, zentraler gelegenen Sportstätte entstand.

### Einweihung des Bremenplatz (1927–1932)
Am 24. April 1927 wurde ein Vertrag über die Nutzung des Sportplatzgeländes, dem heutigen Bremenplatz, mit Caspar Kartenberg abgeschlossen und der Bau begann. Als Bürge für das aufgenommene Darlehen des Vereines stand die Fa. Hesterberg & Söhne. Nachdem die zur Verfügung stehenden Gelder verbraucht waren, ruhten zunächst einmal die weiteren Arbeiten. Die andauernde Wirtschaftskrise und andere Umstände waren die Ursache für die Auflösung der Handballabteilung. Am 21. April 1929 erfolgte die Einweihung des Bremenplatzes. An diesem Tag fand das erste Spiel auf dem Bremenplatz statt. Der Sport-Verein Milspe verlor das Eröffnungsspiel gegen den damaligen mehrfachen Südwestfalenmeister Hagen 72 mit 0:1. Im April 1932 spielte die 1. Mannschaft gegen Fortuna Düsseldorf und stieg auch in die damals höchste Spielklasse, die Bezirksliga Südwestfalen, auf.

### Turn- und Sportverein Milspe (1933–1951)
Durch den Zusammenschluss des Sport-Verein Milspe und des Rahlenbecker Turnklub im Lokal Heringhaus am 2. November 1933 wurde der Verein in den Turn- und Sportverein Milspe umbenannt. Durch den Zweiten Weltkrieg wurde die Vereinstätigkeit sehr eingeschränkt. In dieser Zeit sind über 50 Vereinsmitglieder im Krieg gefallen. Nach dem Krieg wurde der Verein am 22. September 1946 durch einen 1:0-Sieg gegen Union Haspe vor 5000 Zuschauern Meister der Gruppe Hagen und anschließend Ennepe-Ruhr-Lenne-Meister. Es folgten Aufstiegsspiele, in denen sich die Mannschaft durchsetzte und schließlich zum Südwestfalenmeister wurde.
Damit hatte sie die Zugehörigkeit zur seinerzeit erstklassigen Landesliga Westfalen erreicht. Man spielte hier gegen namhafte Vereine wie VfL Bochum, Westfalia Herne und den FC Schalke 04. Höhepunkt der Saison 1946/47 war das Meisterschaftsspiel gegen den FC Schalke 04. Das Spiel fand am 23. März 1947 vor 12.000 Zuschauern am Bremenplatz statt und endete 2:2. Am 1. Dezember 1948 erfolgte die amtsgerichtliche Eintragung des TuS Milspe als eingetragener Verein.
Nach Gründung der Oberliga West spielte der TuS Milspe fortan in der zweitklassigen Landesliga. Um den Leistungsstand der Fußballer zu festigen, wurde Elfried Leveringhaus aus Sprockhövel erstmals auch ein Berufstrainer eingestellt. Am 21. August 1948 war der damalige deutsche Fußballmeister 1. FC Nürnberg für eine Testspiel in Ennepetal zu Gast. Vor 10.000 Zuschauern setzten sich die Franken mit 2:4 durch. Für das Testspiel erhielt der 1. FC Nürnberg 15 Waggons Kohle und darüber hinaus für jeden Spieler ein Waffeleisen und einen Trainingsanzug. Nach Beendigung der Saison 1948/49 entscheiden sich die Vereinsmitglieder aus finanziellen Gründen gegen das Vertragsspielerstatut.

### Umbenennung in TuS Ennepetal (1952–1973)
Kurz nach der 50-Jahr-Feier mit Festabend im Haus Ennepetal wurde der TuS Milspe im Jahr 1952 umbenannt und tritt ab diesem Zeitpunkt bis heute unter dem Namen TuS Ennepetal an. Nach einigen Jahren in der Bezirksliga musste die erste Mannschaft in die 1. Kreisklasse absteigen. Dies geschah in der Spielzeit 1958/59.
Im März 1969 startet der Baubeginn des Bremenstadions. Das erste Spiel auf der neuen Sportanlage fand am 3. Mai 1969 statt. Das Spiel zwischen dem TuS Ennepetal und der TSG Sprockhövel endete 1:3. Die offizielle Einweihung des Bremenstadions erfolgte im Rahmen eines Europafestes am 29. April 1970. Das Bremenstadion hat eine Kapazität von 2.200 Sitzplätze, 4.000 Stehplätze und nochmals 1.800 Stehplätze auf dem Nebenplatz. Die Gesamtbaukosten, einschließlich Parkplätze und Grünanlagen betrugen 1,3 Mio. DM.

### Internationales A-Junioren-Fußballturnier an Pfingsten (1974–2000)
Im Jahr 1974 wurde zum ersten Mal das internationale A-Junioren-Fußballturnier an Pfingsten ausgetragen. Die ersten Teilnehmer waren Vasas Budapest, TSC Eintracht Dortmund, VfB Neukölln, Werder Bremen, VC Vilvoorde, SG Wattenscheid 09, Eintracht Gelsenkirchen, FC Den Haag und der TuS Ennepetal.
Im Jahr 1990 wurde der TuS Ennepetal von der Stadt Ennepetal für seine Arbeit mit dem Friedenspreis der Stadt ausgezeichnet. 1996 sorgt die Übertragung des Endspieles des Pfingstturniers durch das Deutsche Sportfernsehen (DSF) für eine weitere Premiere bei dem Ennepetaler Turnier. Erstmals wurde in Deutschland von einem Jugendturnier bundesweit berichtet.
In der Jahreshauptversammlung 1998 wurden Michael Peiniger und Frank Oberdorf zum 1. und 2. Vorsitzenden gewählt und leiten einen Umbruch beim TuS Ennepetal ein. Der Hauptvorstand stellte fest, dass das Konzept „TuS 2000“ gründlich danebengegangen war.

### Aufstieg des Vereins (2001–2011)
In den Jahren 2002 und 2003 hatte der TuS zehn Leitlinien zum Fußball in Ennepetal erarbeitet, welche ab diesem Zeitpunkt verfolgt wurden. Nach dem Abstieg der 1. Mannschaft in die Kreisliga A in der Saison 2003/04 erfolgte der direkte Wiederaufstieg in die Bezirksliga in der Saison 2004/05. Weitere wichtige Schritte waren die Einweihung des vereinseigenen Vereinsheimes am Bremenstadion am 23. Januar 2005 sowie die Definition ambitionierte Ziele im Rahmen des „Projektes 2011“ bis zum 100-jährigen Bestehen des Vereins im Jahr 2011.
In den Jahren 2006 und 2007 wurden umfangreiche Renovierungs- und Umbauarbeiten im Bremenstadion durchgeführt. Dazu gehörte die komplette Neuverlegung der Stehstufen und Pflasterflächen, Verbindung des Stadionvorplatzes mit der Haupttribüne, Erneuerung der Zaunanlage sowie der Bau eines modernen Medienturmes mit Kiosk und Beschallungsanlage. Im Jahr 2007 erfolgte mit der Meisterschaft der 1. Mannschaft in der Bezirksliga der Aufstieg in die Landesliga. Ebenso gelang der der U23 (2. Mannschaft) des TuS Ennepetal der Sprung von der Kreisliga B in die Kreisliga A. Auch wurde in diesem Jahr zum ersten Mal eine Mädchen-Fußballmannschaft zum Spielbetrieb angemeldet. In der Saison 2007/2008 überschreitet der TuS das erste Mal die Mitgliederzahl von 600 und kann ein Frauen-Mannschaft zum Spielbetrieb melden.
Weiterhin wurde im Umfeld des Vereins viel gearbeitet. Am 26. Oktober 2007 fand die Einweihung eines Bolzplatzes oberhalb des TuS-Vereinsheimes statt. Im März 2008 die Überarbeitung/Erneuerung der Flutlichtanlage sowie im Juni 2008 die Erneuerung der Sitzbänke. Im mittleren Bereich der Haupt- und Gegentribüne wurden Sitze eingebaut. Besonders erfolgreich verlief die Saison 2008/09. Mit der ungeschlagenen Meisterschaft der 1. Mannschaft in der Landesliga erfolgte der Aufstieg in die Westfalenliga. Ein Jahr später stieg auch die U23 in die Bezirksliga auf.
Der 100. Geburtstag feierte der TuS Ennepetal am 24. Mai 2011 mit einer Geburtstagsparty im Bremenstadion. Dies wurde mit einem Familienfest, Live-Musik und Jubiläumsfeuerwerk gefeiert. Eine offizielle Jubiläumsfeier fand am 28. Mai 2011 im Haus Ennepetal statt. Im Jubiläumsjahr spielt die 1. Mannschaft in der Westfalenliga. Mit 706 Mitgliedern (Stand: 15. Mai 2011) gehört der Verein zu einem der Größten im Kreis.

### Oberliga Westfalen (2012–heute)
In der Saison 2011/12 folgte der bis heute letzte Aufstieg der ersten Mannschaft des TuS Ennepetal. Durch die Neugründung der Oberliga Westfalen konnte der Verein als Vierter der Tabelle der Westfalenliga aufsteigen und spielte nun in der Oberliga Westfalen. Die bisher beste Platzierung erreichte der TuS Ennepetal in der durch die COVID-19-Pandemie abgebrochenen Saison 2019/20. Zum Zeitpunkt des Abbruchs belegte der TuS den Platz acht.

## Bemühungen für den Klimaschutz
Der TuS Ennepetal will als gutes Beispiel voran gehen, insgesamt nachhaltig agieren und klimaneutral bis zum Jahr 2025 werden. Die soll zu einem Teil durch konkrete Maßnahmen vor Ort wie die Erneuerung der Heizungsanlage und den Bezug von Ökostrom gelingen, zum anderen Teil durch eine Kompensation für den CO2-Verbrauch. Bereits im Herbst 2019 war der TuS Ennepetal – als zweiter Fußballverein nach der TSG Hoffenheim – der „Allianz für Entwicklung und Klima“ beigetreten.

## Stadion

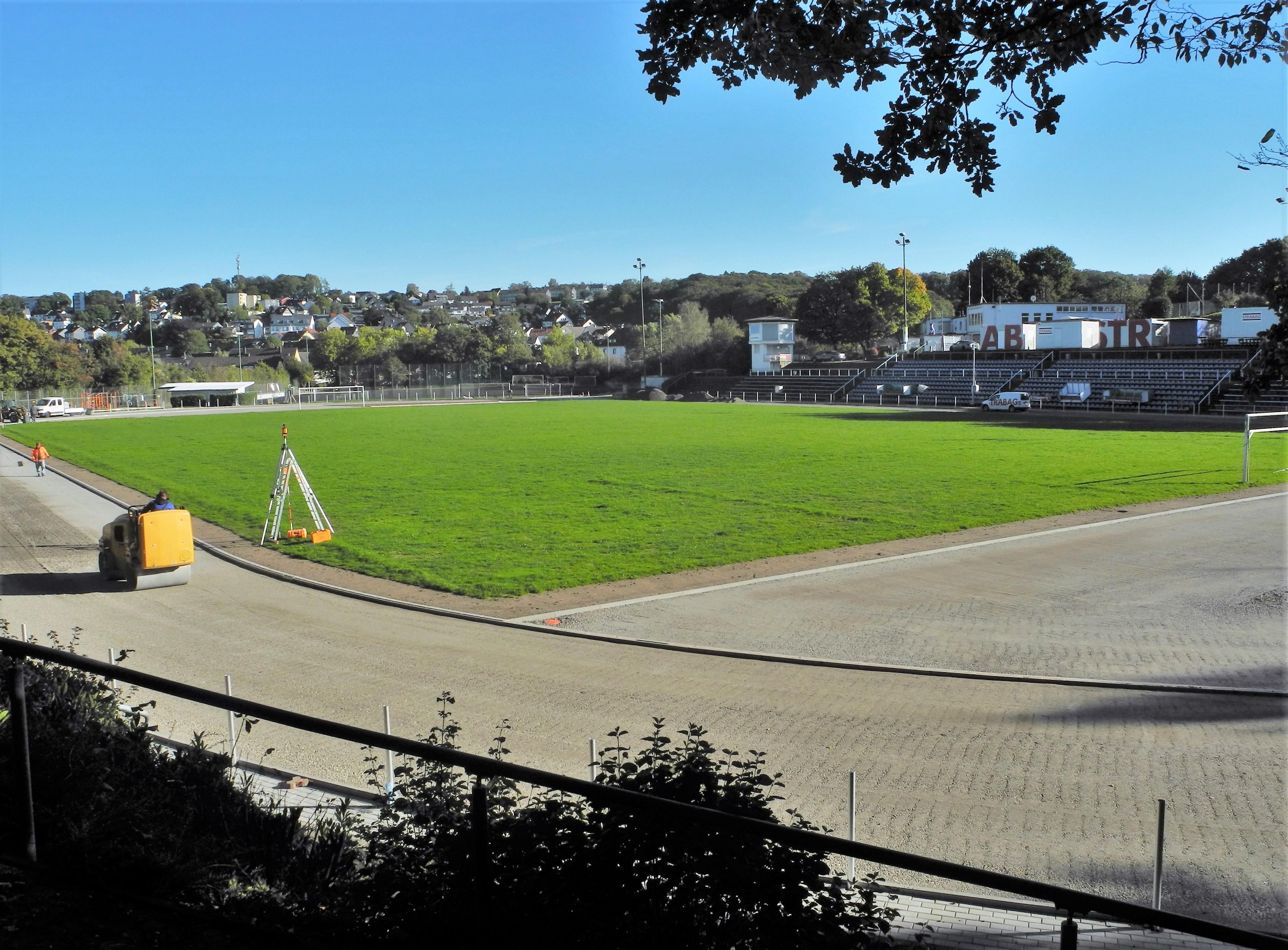
Das Bremenstadion

Heimspielstätte des TuS Ennepetal ist das Bremenstadion mit einer Kapazität von 6200 Plätzen, davon 2200 Sitzplätze. Der Sportplatz am Bremenplatz wurde am 21. April 1929 mit dem Spiel zwischen dem TuS Ennepetal und Hagen 72 eingeweiht. Im März 1969 begann dann der Bau des Bremenstadions. Nach zweimonatigem Bau fand am 3. Mai 1969 das erste Spiel auf der neuen Sportanlage statt. Der TuS Ennepetal hatte hier mit 1:3 das Nachsehen gegen die TSG Sprockhövel. Am 29. April 1970 erfolgte die offizielle Inbetriebnahme des Bremenstadions. Im Jahre 2007 wurde ein neuer Medientower erbaut und im Jahr 2008 bekam das Stadion neue Sitzschalen.

## Statistik
Bilanz der 1. Fußballmannschaft. Grün unterlegte Platzierungen kennzeichnen einen Aufstieg, rot unterlegte einen Abstieg.
| Saison  | Liga                   | Platz | Spiele | S  | U  | N  | Tore    | Diff. | Punkte |
| ------- | ---------------------- | ----- | ------ | -- | -- | -- | ------- | ----- | ------ |
| 2002/03 | Bezirksliga            | 09.   | 30     | 12 | 08 | 10 | 065:54  | +11   | 44     |
| 2003/04 | Bezirksliga            | 14.   | 30     | 08 | 04 | 18 | 044:71  | −27   | 28     |
| 2004/05 | Kreisliga A2 Hagen     | 01.   | 30     | 24 | 04 | 02 | 106:11  | +95   | 76     |
| 2005/06 | Bezirksliga            | 03.   | 30     | 19 | 03 | 08 | 083:47  | +36   | 60     |
| 2006/07 | Bezirksliga            | 01.   | 30     | 27 | 01 | 02 | 088:18  | +70   | 82     |
| 2007/08 | Landesliga Westfalen 2 | 04.   | 30     | 15 | 05 | 10 | 062:38  | +24   | 50     |
| 2008/09 | Landesliga Westfalen 2 | 01.   | 30     | 24 | 06 | 0  | 090:20  | +70   | 78     |
| 2009/10 | Westfalenliga 2        | 04.   | 34     | 16 | 09 | 09 | 056:45  | +11   | 57     |
| 2010/11 | Westfalenliga 2        | 04.   | 34     | 17 | 07 | 10 | 057:41  | +16   | 58     |
| 2011/12 | Westfalenliga 2        | 04.   | 32     | 16 | 06 | 10 | 055:40  | +15   | 54     |
| 2012/13 | Oberliga Westfalen     | 14.   | 34     | 09 | 09 | 16 | 050:64  | −14   | 36     |
| 2013/14 | Oberliga Westfalen     | 12.   | 34     | 12 | 07 | 15 | 059:50  | +09   | 43     |
| 2014/15 | Oberliga Westfalen     | 09.   | 34     | 12 | 09 | 13 | 052:57  | −05   | 45     |
| 2015/16 | Oberliga Westfalen     | 11.   | 34     | 11 | 09 | 14 | 062:60  | +02   | 42     |
| 2016/17 | Oberliga Westfalen     | 09.   | 34     | 11 | 12 | 11 | 039:46  | −07   | 45     |
| 2017/18 | Oberliga Westfalen     | 12.   | 30     | 09 | 05 | 16 | 041:59  | −18   | 32     |
| 2018/19 | Oberliga Westfalen     | 13.   | 34     | 11 | 08 | 15 | 044:57  | −13   | 41     |
| 2019/20 | Oberliga Westfalen     | 08.   | 34     | 20 | 08 | 06 | 039:34  | +05   | 30     |
| 2020/21 | Oberliga Westfalen     | 012.  | 7      | 03 | 02 | 02 | 018:14  | +04   | 11     |
| 2021/22 | Oberliga Westfalen     | 016.  | 30     | 10 | 06 | 14 | 084:105 | −21   | 36     |
| 2022/23 | Oberliga Westfalen     | 016.  | 34     | 09 | 08 | 17 | 032:59  | −27   | 35     |
| 2023/24 | Oberliga Westfalen     | 012.  | 34     | 10 | 07 | 17 | 047:70  | −23   | 37     |
| 2024/25 | Oberliga Westfalen     | 016.  | 34     | 10 | 07 | 17 | 052:75  | −23   | 37     |

## Persönlichkeiten
- Marcel Appiah
- August Born
- Oleg Born
- Giovanni Federico
- Horst Freund
- Benjamin Knoche
- Lena Oberdorf
- Alexander Thamm

## Internationales U19-Pfingsttunier
Der TuS Ennepetal war von 1974 bis 2019 Ausrichter eines internationalen U19-Fußballturniers. Jährlich kamen bis zu 15.000 Zuschauer an Pfingsten in das Ennepetaler Bremenstadion. Der damalige Ennepetaler Jugendleiter Günter Kierstan etablierte 1974 wieder ein internationales A-Jugend-Fußballturnier in der Klutertstadt. Bereits 1974 nahm mit dem späteren Turniersieger Vasas Budapest eine ausländische Mannschaft teil, im folgenden Jahr schauten schon der FC Everton und Royal Antwerpen vorbei, die sich auch im Finale gegenüberstanden.
Seit 1974 spielten viele große Vereine und Stars in Ennepetal vor. Mannschaften wie der FC Bayern München, Real Madrid oder auch der FC Liverpool waren zu Gast. Größen wie Jürgen Klinsmann, Lars Ricken oder Andrij Schewtschenko waren ebenfalls in Ennepetal zu sehen. Ebenfalls im Kader von Manchester United von 1992 befanden sich spätere Nationalspieler wie David Beckham oder Paul Scholes.
Insgesamt haben 129 verschiedene Teams aus 30 Länder der Kontinente Europa, Nord- und Südamerika sowie Afrika an dem Turnier teilgenommen. Rekordteilnehmer ist nach dem Gastgeber TuS Ennepetal der FC Schalke 04 mit 28 Teilnahmen. Mit sechs Turniersiegen ist der FC Schalke 04 auch Rekordsieger. Die größten Erfolge des TuS Ennepetal bei dem Pfingstturnier sind der bisher einzige Turniersieg im Jahr 1976 sowie ein vierter Platz im Jahr 1983. Das Turnier fand zum letzten Mal an Pfingsten 2019 statt. Das Turnier des TuS Ennepetal wird in dieser Form nicht mehr stattfinden, zu groß geworden sind die finanziellen Belastungen und die Schwierigkeiten geeigneter Teilnehmer zu finden. Der letzte Sieger des Turniers ist Malmö FF aus Schweden.